# M 89 (галактика)
Messier 89 (англ. M 89, NGC 4552, рус. Мессье 89, другие обозначения — UGC 7760, MCG 2-32-149, ZWG 70.184, VCC 1632, PGC 41968) — галактика в созвездии Дева.
Этот объект входит в число перечисленных в оригинальной редакции «Нового общего каталога».